# Oratorij sv. Josipa
Oratorij Sv. Josipa od Monte Royala (francuski: Oratoire Saint-Joseph du Mont-Royal) rimokatolička je bazilika smještena na sjevernoj padini brda Royal u Montrealu, u Kanadi.

## Povijest
Godine 1904. brat André (Alfred Bessette) započeo je s gradnjom male kapelice pokraj brda kraj koledža Notre Dame. Ubrzo, postala je vrlo mala za mnogo hodočasnika. Uz njeno proširenje, 1917. godine, sagrađena je crkva, nazvana kripta, s kapacitetom za sjedenje 1000 ljudi. Godine 1924. počela je izgradnja bazilike; i potpuno je dovršena 1967. godine. Druga je crkva po veličini takve vrste na svijetu, iza Bazilike sv. Petra u Vatikanu i najveća je crkva u cijeloj Kanadi.

## Štovanje
Bazilika je posvećena sv. Josipu, kojemu je brat André pripisao sva čuda, koja su se dogodila u ovom svetištu. Mnoga od njih bila su povezana s određenim čudesnim izlječenjem mnogih hodočasnika (oboljeli od paralize, slijepci, bolesni itd.) Relikvija u crkvenom muzeju sadrži srce brata Andrija. Baziliku pohode i brojni protestanti. Na izložbi u bazilici nalazi se zid prekriven slikama onih koji su se izliječili. Papa Ivan Pavao II. je 1982. godine prepoznao autentičnost čuda.
Svake godine Oratorij posjeti više od 2 milijuna posjetitelja. Nalazi se na broju 3800 ulice Queen Mary Road, u Côte-des-Neiges, gdje se nalazi i plava postaja podzemne željeznice.
Dana 19. listopada 2004., Oratorij je proslavio svoje stogodišnjicu. Zvona gotovo svih crkava u Montrealu zvonila su u 9 sati ujutro. Zatim su na Bazilici zazvonila sva zvona i počelo je slavlje.

## Povezano
- Nacionalno svetište sv. Josipa

## Vanjske poveznice
Mrežna mjesta
- Oratorij sv. Josipa, službeno mrežno mjesto (engl.) (fr.)
- Pogledajte svetišta posvećena sv. Josipu, Hrvatska katolička mreža, 27. travnja 2021.